# ソニー・ピクチャーズ エンタテインメント (日本)
株式会社ソニー・ピクチャーズ エンタテインメント（Sony Pictures Entertainment (Japan) lnc.、SPEJ）は、ソニーグループ子会社の米国ソニー・ピクチャーズ エンタテインメント（SPE）の日本支社であり、東京都港区に本社を置く日本の映画スタジオである。日本国内において、映画・ディストリビューション・インターナショナルプロダクションズのビジネス部門を持っている。

## 概要
1991年にコロンビア ピクチャーズ・トライスター ピクチャーズの配給を担当していた「コロンビア トライスター映画」（コロンビア トライスターえいが）、同社のビデオソフトを販売する「アール・シー・エー・コロンビア・ピクチャーズ・ビデオ株式会社」、テレビ局向け映画・テレビ番組配給会社の「日本国際エンタープライズ」（にほんこくさいエンタープライズ）の3社が統合して発足した。
米SPEの一員であるソニー・ピクチャーズ モーション ピクチャー グループ（SPMPG）とソニー・ピクチャーズ テレビジョン（SPT）が製作する作品を始め、それ以外にも買い付けや受託した国内外の作品の配給・販売を行う。またSPMPGの傘下であるインターナショナル・プロダクションズ（International Productions）は世界の主要な地域でローカル言語による現地映画を製作している部門であり、SPEJでも日本映画の製作を手掛けている。

## 沿革
下記の通り現在の社名となったのは1991年だが、アール・シー・エー・コロンビア・ピクチャーズ・ビデオ株式会社の法人格を引き継いでいる為に会社案内における設立年は1984年となっている。
- 1933年（昭和8年） - コロンビア映画会社日本支社が設立（後にコロンビア トライスター映画となる）。
- 1960年（昭和35年） - 日本国際エンタープライズ株式会社が設立。
- 1984年（昭和59年）2月10日 - RCA/Columbia Pictures International Video（RCA（現：慶洋エンジニアリング（RCAブランド））とコロンビア映画の合弁会社）の日本法人として、アール・シー・エー・コロンビア・ピクチャーズ・ビデオ株式会社（RCAコロンビア）が設立。1986年（昭和61年）にはポニー（現：ポニーキャニオン）と契約[6]、ビデオソフトは同社から販売されていた。
- 1989年（平成元年） - ソニー（現：ソニーグループ）がコロンビア ピクチャーズ（米国法人）を買収。
- 1991年（平成3年） -  RCAコロンビア・コロンビア トライスター映画・日本国際エンタープライズの3社を統合し、ソニー・ピクチャーズ エンタテインメント（SPEJ）となる。
- 1995年
  - 4月 - 株式会社ソニー・ピクチャーズ エンタテインメントの部署として、制作事業本部を設置[7]。
  - 9月1日 - 株式会社ソニー・ピクチャーズ エンタテインメントの全額出資により、株式会社エスピーイー・ミュージックパブリッシング（SPE Music Publishing Inc.）として設立[8][9]。
- 1997年（平成9年）1月 - 株式会社ソニー・ミュージックエンタテインメント（初代法人）が資本参加。同時に株式会社ソニー・ピクチャーズ エンタテインメントの制作事業本部を承継し、株式会社エスピーイー・ビジュアルワークス（SPE Visual Works Inc.）に商号を変更[7]。白川隆三が代表取締役社長に就任。
- 1998年（平成10年）
  - 5月20日 - ソニー・ピクチャーズテレビジョン・ジャパン（SPTVJ）、合弁により株式会社アニマックスブロードキャスト・ジャパンが設立。
  - 10月 - ゲームミュージックレーベルとして、VORN（ヴォーン）を発足[8]。
- 2000年（平成12年）
  - 12月27日 - 株式会社エスピーイー・ビジュアルワークスは、株式会社ソニー・ミュージックエンタテインメント（初代法人）の完全子会社となり、SPEJとの資本関係が無くなった[10]。
- 2001年（平成13年）
  - 1月1日 - 株式会社エスピーイー・ビジュアルワークスは、株式会社エスエムイー・ビジュアルワークス（SME Visual Works Inc.）に商号を変更[10]。
  - 12月1日 - SPEJとSPTVJが合併（後にソニー・ピクチャーズ エンタテインメント・インク（SPE）が保有する株式のうち、ソニー・放送メディアを発行済み株式2.3%が、シーピーイー ホールディングス・インク（CPE Holdings, Inc.、CPE HD, Inc.）を発行済み株式4.6%がそれぞれ取得し子会社化したため、SPEは引き続き株式62.1％を保持している）。
- 2003年（平成15年）8月1日 - SPEJより会社分割により株式会社AXNジャパン設立。
- 2008年（平成20年）11月4日 - 株式会社ミステリチャンネルの全株式を取得。
- 2009年（平成20年）9月2日  - ソニーの放送事業は非中核事業と位置付けられ、ソニー・放送メディアは事業合理化の為に同年11月1日にソニーと合併して消滅した[11]。SPEJは、株式2.3%のソニー・放送メディアからソニーに株式が譲渡。
- 2017年（平成29年）3月31日 - 三井物産と共同出資による持株会社・株式会社AK Holdingsを設立し、SPEJ系のアニマックスと三井物産系のキッズステーションを傘下にして経営統合。
- 2021年（令和3年）
  - 4月1日 - SPEJは、株式33.3%のソニーがソニーグループに商号を変更し、純粋持株会社に移行[12]。
  - 5月27日 - この日発行の官報にてSPEJがAK Holdingsを吸収合併すると公告[13]。これにより、アニマックスとキッズステーションはSPEJの直接子会社となる。
  - 10月1日 - AXN系列の3社（AXNエンタテインメント・AXNジャパン・ミステリチャンネル）をノジマに売却[14][15][16]。
- 2024年（令和6年）
  - 4月1日 - アニマックスブロードキャスト・ジャパンとキッズステーションをノジマ子会社のAXNに売却[17]。
  - 5月1日 - ビデオソフトの製造・販売事業をハピネット（ハピネット・メディアマーケティング）に移管する[18][19]。これにより、統合前のRCAコロンビア時代以来33年ぶりに外部委託へ切り替える。
  - 5月9日 - SPEJは、株主4.6%のシーピーイー ホールディングス・インクからSPEに株式が譲渡。
  - 9月4日 - この日に発売されたアニメ作品『ただいま、おかえり』（第1巻）以降のソフト発売・販売（旧作も含む）をハピネット・メディアマーケティングが担当。日本国外とは異なり、SPEJは全作品の権利元として関わるようになり、全作品におけるソフトの販売権を失った[20][21]。

## 製作に参加したアニメ作品
2008年からはアニメ作品の製作に本格的に参入し、1クール当たり1作品がテレビ放映されている。2011年4月にはオリジナルアニメーション映画「鬼神伝」がアニプレックスでは無く当社より製作・配給されている（SMEJも製作参画。）。
『アストロボーイ・鉄腕アトム』以外は全て製作委員会に出資する方式で参加し、DVDは『デスマーチからはじまる異世界狂想曲』を除いて自社から販売している。
作品名の後はテレビ放映された期間もしくは封切月。
- アストロボーイ・鉄腕アトム（2003年4月 - 2004年3月）
- 人造昆虫カブトボーグ V×V（2006年10月 - 2007年9月）
- ペルソナ 〜トリニティ・ソウル〜（2008年1月 - 6月）
- ウルトラヴァイオレット Code:044（2008年7月 - 9月）
- 黒塚 KUROZUKA（2008年10月 - 12月）
- VIPER'S CREED（2009年1月 - 3月）
- 戦場のヴァルキュリア（2009年4月 - 10月）
- 宙のまにまに（2009年7月 - 9月）
- アイアンマン（2010年10月 - 12月）
- ウルヴァリン（2011年1月 - 3月）
- X-MEN（2011年4月 - 6月）
- 鬼神伝（2011年4月）
- ブレイド（2011年7月 - 9月）
- デスマーチからはじまる異世界狂想曲（2018年1月 - 3月）
- こみっくがーるず（2018年4月 - 6月）
- ムヒョとロージーの魔法律相談事務所（2018年8月 - 10月）
- ゴブリンスレイヤー（2018年10月 - 12月）
- ノー・ガンズ・ライフ（2019年10月 - 12月、2020年7月 - 9月）
- 裏世界ピクニック（2021年1月 - 3月）
- マジカパーティ（2021年4月 - 2022年3月）
- 大雪海のカイナ（2023年1月 - 3月）
- ただいま、おかえり（2024年4月 - 6月）
- ばいばい、アース（第1シーズン：2024年7月 - 9月、第2シーズン：2025年4月 - ）

### テレビ放映に関する特記事項
以下の事項は、『アストロボーイ・鉄腕アトム』を除く大半の作品に該当する（各作品のページも参照のこと）。
- 放映上の基幹局はソニー・ピクチャーズ エンタテインメントが筆頭株主のアニメ専門チャンネル・アニマックスで2007年12月に開局して間もなかったBS11に現在に至るまで全作品がネットされている。原則としてテレビ放映は以上の2局のみである。
  - ただし『ペルソナ 〜トリニティ・ソウル〜』と『戦場のヴァルキュリア』は独立U局を中心とした地上波各局にもネットされた（幹事局は何れもTOKYO MX。）。なお近畿地方では同じソニーグループのソニー・放送メディアが大株主である毎日放送（MBS）で放映され、同社の公式ホームページ内には各作品を取り上げたページも作られている[22]。
- 何れの作品も第1話の放送前週に事前特番が放映されている。ただし『ペルソナ 〜トリニティ・ソウル〜』と『ウルトラヴァイオレット Code:044』はBS11のみの放映だった[注釈 5]。
- BS11では作品の放映完了後に再放送が行われたことは無いが、アニマックスでは放映から数か月後以降を中心に度々行っている。
  - ただしBS11では2008年10月から予定されていた『かんなぎ』の放映が急遽キャンセルされた為[注釈 6]、その穴埋めの一つとして『黒塚 KUROZUKA』の事前特番を再放送したことがある。因みに『かんなぎ』は同じソニーグループのアニプレックスやA-1 Picturesが製作に参加している作品である。
- 系列会社であるアニマックスが製作に協力した作品全般（DVD版が当社以外のソフトメーカーから発売されているものも含む）については、こちらを参照のこと。